# Cyclisme

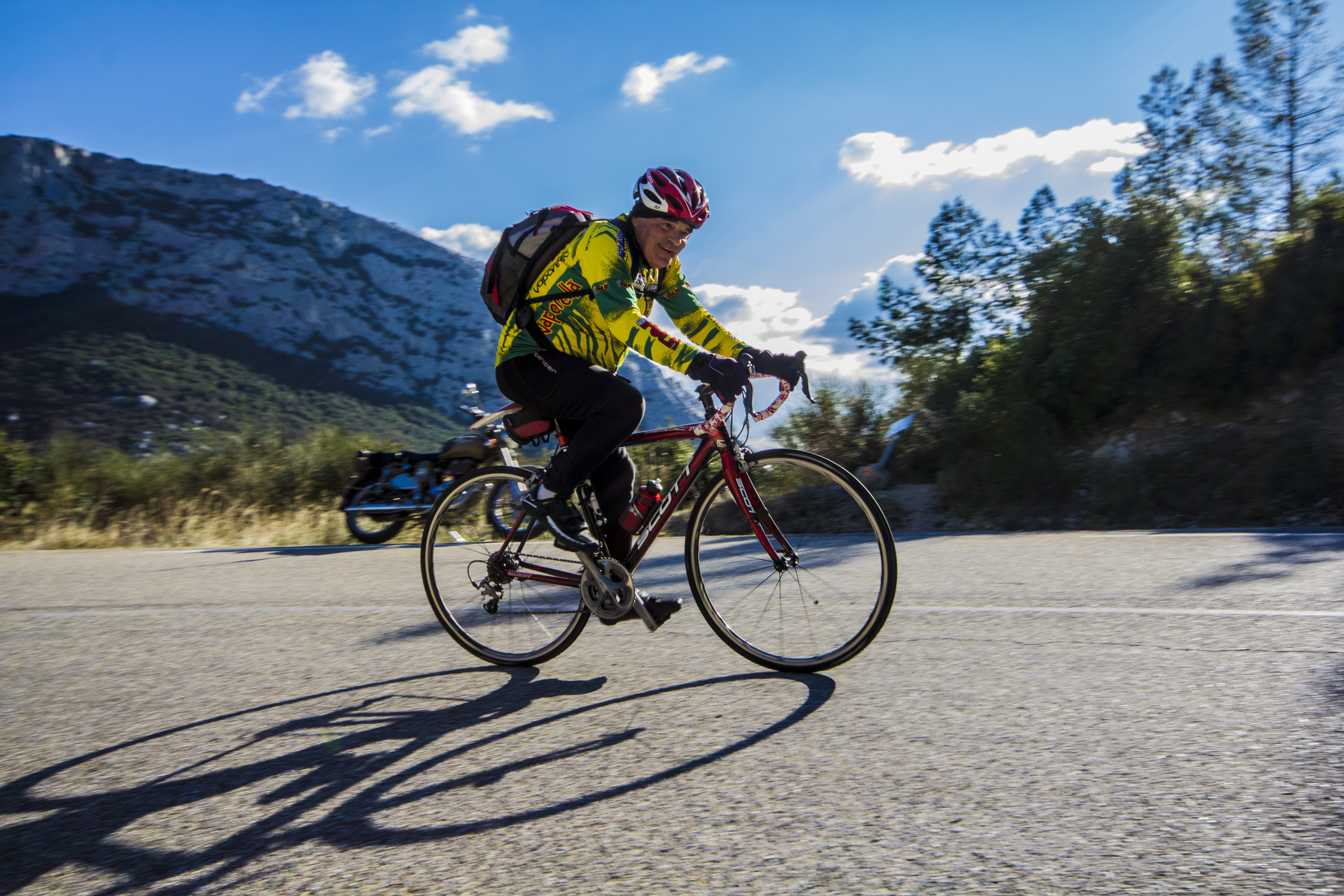
Vélo de route.

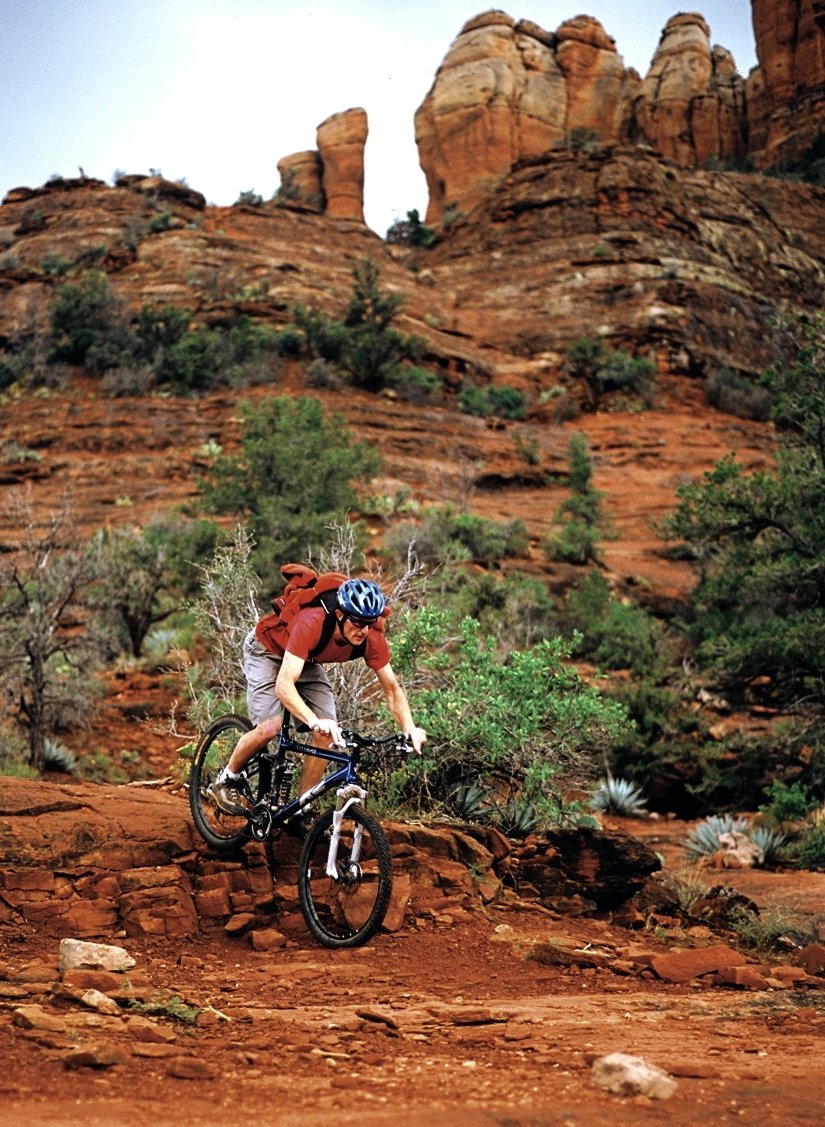
VTT aussi appelé vélo de montagne.

Le cyclisme recouvre plusieurs notions concernant la bicyclette : il est d'abord une activité quotidienne pour beaucoup, un loisir pour d'autres (cyclotourisme), enfin le cyclisme est un sport proposant des courses selon plusieurs disciplines : l'école de cyclisme, le cyclisme sur route, le cyclisme sur piste, le cyclo-cross, les disciplines du vélo tout terrain (abrégé couramment VTT) notamment le VTT cross-country (XC) et la descente (DH), le BMX, le cyclisme en salle et le polo-vélo. Le sport cycliste est réglementé au niveau mondial par l'Union cycliste internationale (UCI).

## Histoire

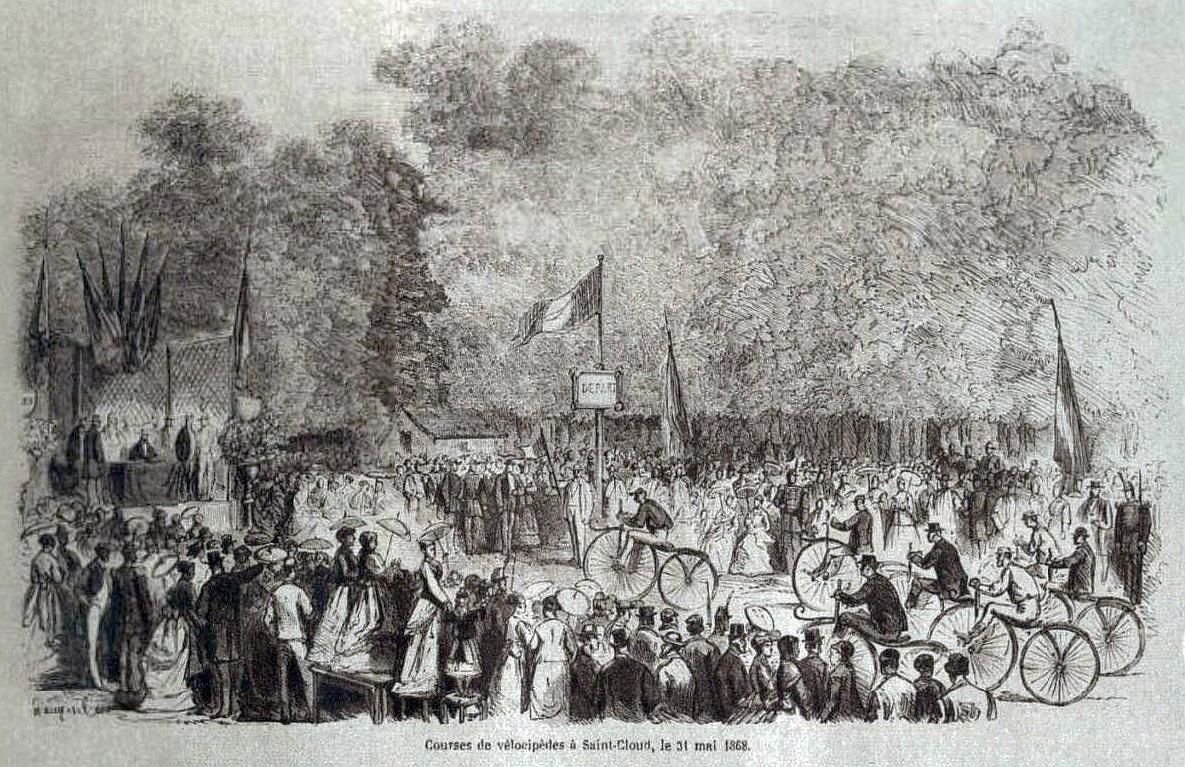
La première course cycliste officielle, le 31 mai 1868 (au Parc de Saint-Cloud, vainqueur James Moore).

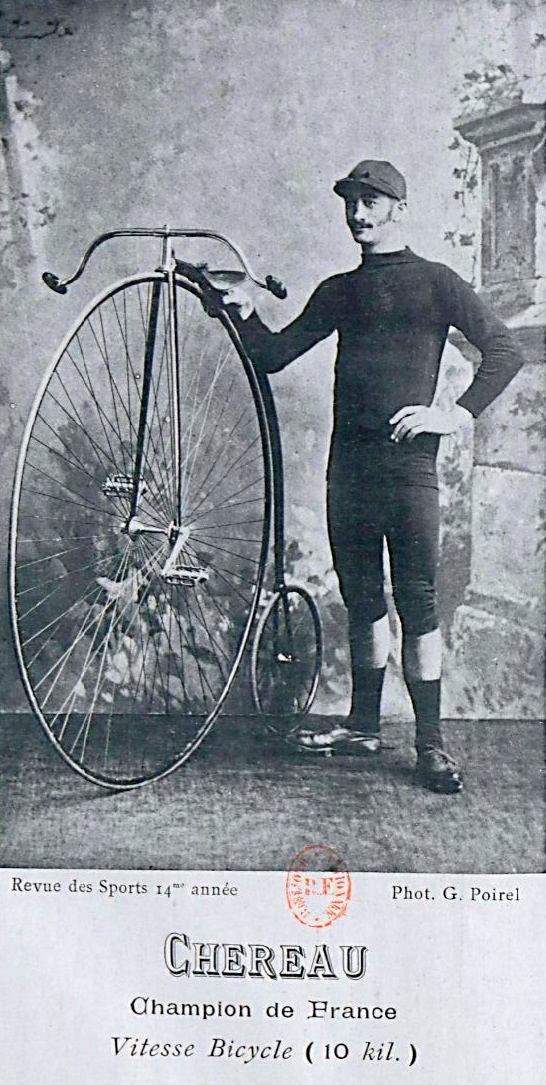
Chereau, champion de France de vitesse sur 10 kilomètres, en avril 1889.

Le baron allemand Karl Von Drais invente en 1816 la draisienne, considérée comme l'ancêtre de la bicyclette. C'est un véhicule à deux roues alignées que le cycliste fait avancer en poussant sur le sol avec ses pieds. Il présente son invention à Paris, le 5 avril 1818. En 1861, le carrossier Pierre Michaux et son fils Ernest commencent la fabrication des premiers vélocipèdes à pédale. Pierre Michaux appelle cette pédale « pédivelle » et en généralise la fabrication en créant son entreprise en 1865, la « Maison Michaux » qui devient « La Compagnie parisienne » en 1869. Il est question, à partir de 1867, de succès populaire. Des engins similaires au vélocipède Michaux ont beaucoup de succès aux États-Unis à partir de 1866, lorsque Pierre Lallement, ancien associé de Pierre Michaux, obtient un brevet américain pour une machine qu'il appelle « bicycle ». Vers la fin des années 1870 apparaît le grand-bi. Il a une roue avant d'un très grand diamètre et une roue arrière plus petite. L'intérêt de la grande roue avant est d'augmenter la distance parcourue pour un tour de pédale. La roue avant étant plus haute et plus grande que la roue arrière, la conduite de l'engin est dangereuse et difficile.
Deux ans plus tard, les premiers clubs cyclistes sont fondés : les Véloces Clubs de Paris, Toulouse, Rouen. En 1880, John K. Starley de la société The Coventry Sewing Machine Company (« société des machines à coudre de Coventry »), qui deviendra Rover, invente la « bicyclette de sécurité » avec des roues de taille raisonnable et une transmission par chaîne. Le cycliste y est installé à l'arrière, ce qui rend presque impossible la chute de type « soleil » où le cycliste est catapulté par-dessus la roue avant. Le 6 février 1881, l'Union vélocipédique de France (UVF) est créée à Paris. L'Écossais John Boyd Dunlop invente le pneumatique en 1888, ce qui contribue à améliorer encore le confort du cycliste. Trois ans plus tard, Michelin invente le pneu démontable. En 1896, le cyclisme devient sport olympique. En 1900, l'Union cycliste internationale est créée.

## Équipement
L'équipement diffère sensiblement selon le type de pratiquant.
En randonnée amateur ou en simple circulation, le port du casque par le cycliste n'est pas obligatoire, comme le phare, lorsque son utilisation n'est pas nécessaire (hors d'un tunnel, par beau temps, par exemple), bien que tous deux conseillés. On peut également installer des pare-boue (surtout en temps pluvieux ou dans une zone forestière). Mais il est obligatoire de porter et d'utiliser un phare diffusant un rayon blanc ou jaune lorsque le temps ou le lieu l’exige (dans un tunnel, lorsque le temps est pluvieux), de même qu'une bicyclette doit porter tout le temps un catadioptre blanc à l’avant et rouge à l'arrière du véhicule, et que le conducteur doit porter sur lui un gilet (recommandé hors agglomération, obligatoire de nuit ou quand la visibilité est nulle ou mauvaise (brouillard)).
En course, lors de compétitions professionnelles, le port du casque est obligatoire dans toutes les disciplines afin d'éviter les accidents.

## Types

### Mode de transport

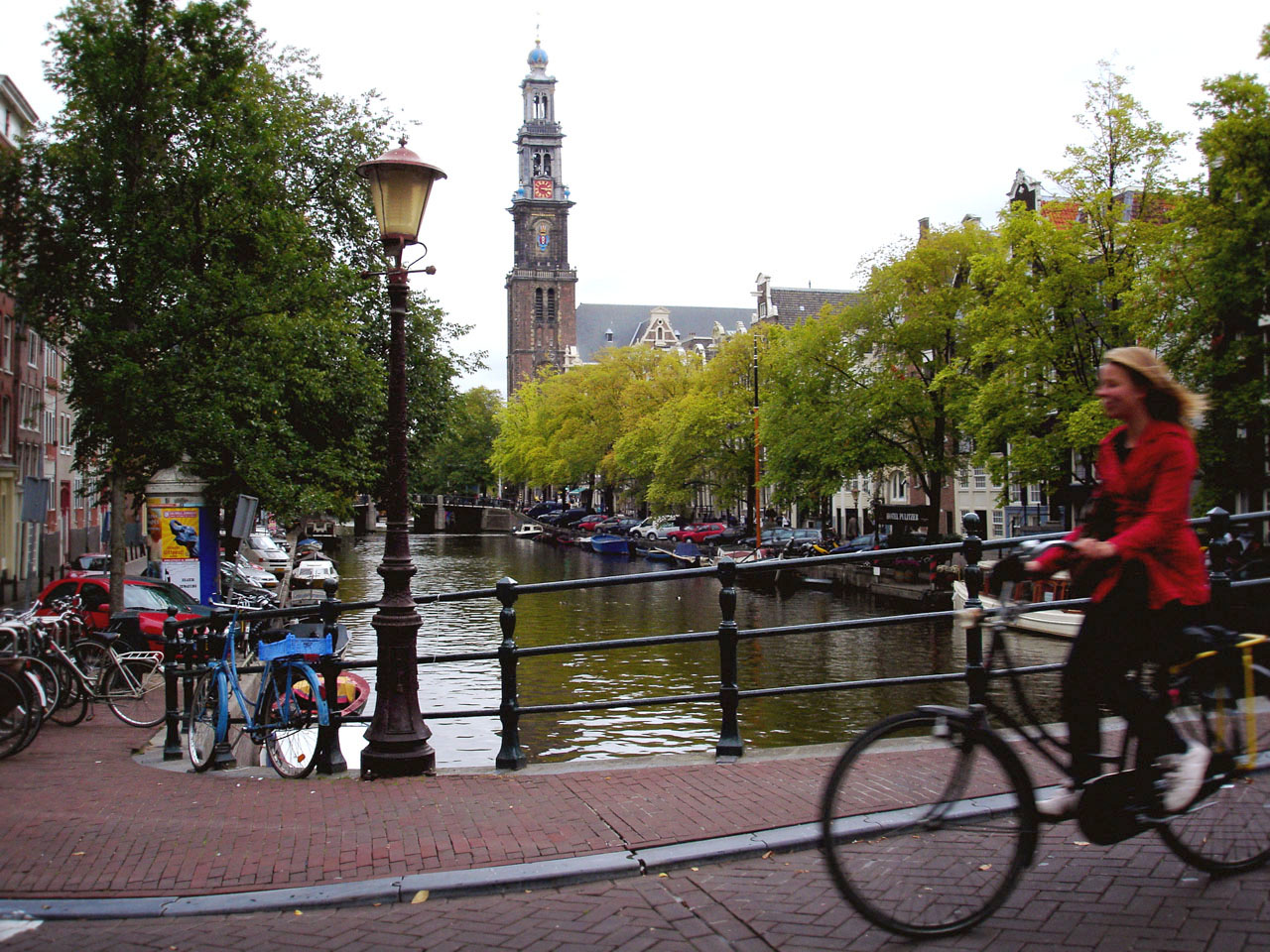
Cyclisme urbain à Amsterdam (Pays-Bas).

Le cyclisme en tant que mode de transport est relatif aux déplacements à vélo sur de petites et moyennes distances (quelques kilomètres) en partageant la voirie avec les autres modes de déplacement motorisés ou non. Sur une distance entre un et sept kilomètres le vélo est le mode de transport le plus rapide. Au-delà de cette praticité, le cyclisme urbain vise à limiter la pollution et à diminuer l'engorgement croissant des villes par l'usage massif de l'automobile. De plus, ses bienfaits multiples pour la santé individuelle sont reconnus. Il fait partie de l'écomobilité.
Des aménagements spécifiques peuvent être construits pour tenter d'améliorer les conditions de circulation des cyclistes urbains. Ces aménagements peuvent être des bandes ou pistes cyclables, zone de rencontre, double-sens cyclable et parkings dédiés aux vélos (ou vélos et cyclomoteurs). Des feux cyclistes spécialement dédiés sont également mis au point.
Même si les aménagements se répandent dans nos villes, 61 % des Français considèrent encore qu'il est trop dangereux d'utiliser le vélo comme moyen de transport. C'est 9 % de plus que la moyenne mondiale qui considère à 52 % que ce moyen de transport est trop risqué.

#### Cyclotourisme
Le cyclotourisme est la pratique de la randonnée à bicyclette, réalisée sans esprit de compétition. Le cyclotourisme se présente sous de multiples formes, de la promenade et de la pratique familiale à allure libre jusqu'aux rallyes et brevets sur tous les parcours et toutes les distances : rallyes libres, brevets-randonneurs, flèches, diagonales, cyclo-découvertes, cyclo-montagnardes, Audax. Créé en 1890, le Touring Club de France est la seule association représentative du cyclotourisme en France de la fin du XIXe siècle au début du XXe siècle. Par la suite, le club se tourne vers le tourisme automobile, ce qui amène la création le 8 décembre 1923 de la Fédération Française des Sociétés de Cyclotourisme, rebaptisée en 1945 Fédération française de cyclotourisme (FFCT). À partir des années 1970, le développement de la Fédération est devenu régulier et le nombre de clubs ne cesse d'augmenter en France.

### Cyclisme sportif

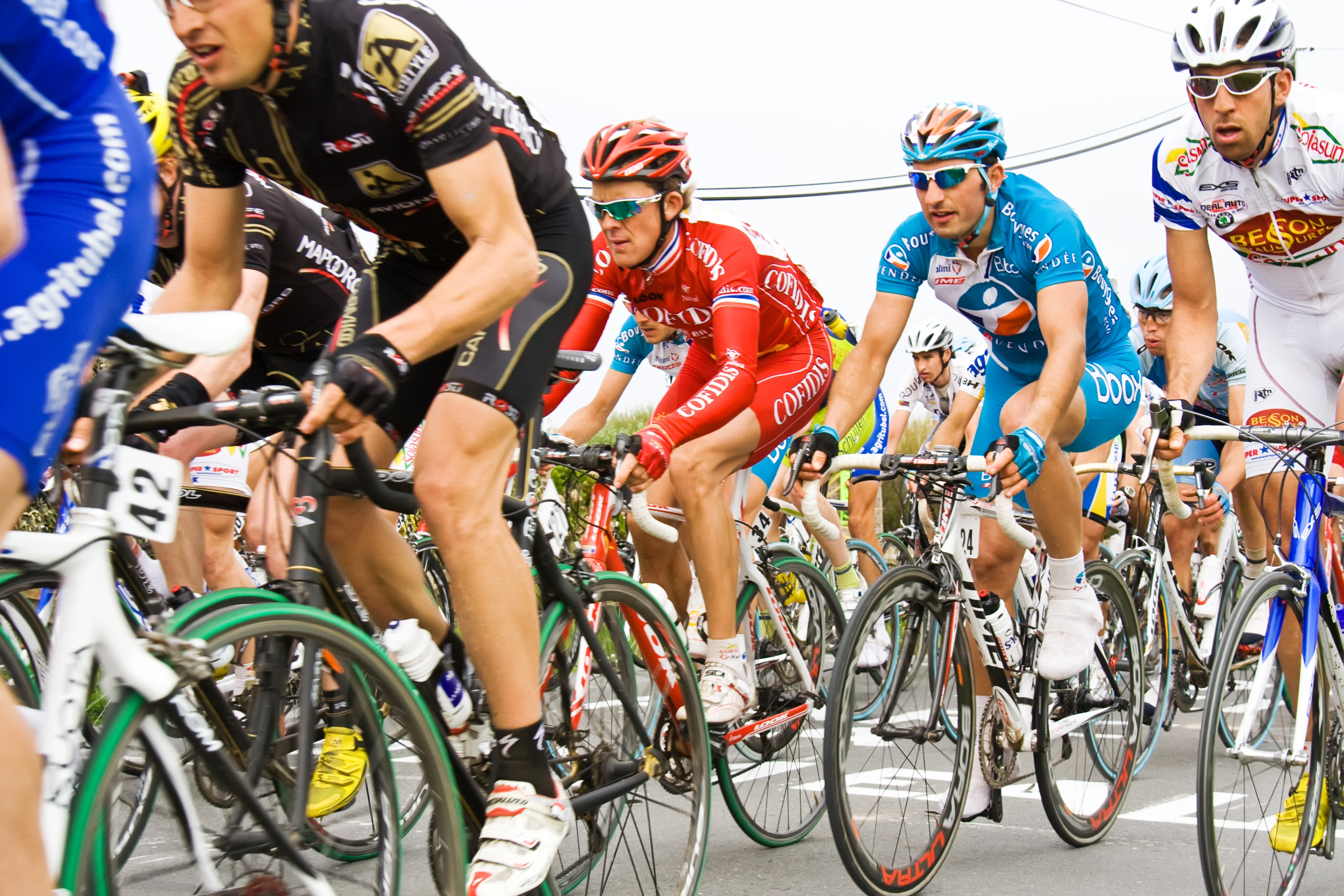
Course au Tro Bro Leon de 2009.

Le principe du cyclisme dans sa version sportive est de parcourir une distance donnée à bicyclette le plus rapidement possible. Les concurrents sont répartis dans des catégories en fonction de leur âge, de leur sexe et de leur niveau. Pratiqué dans le cadre d'une association ou en individuel, avec inscription à une épreuve ou en sortie libre, il s'agit du cyclosport dont les pratiquants sont les cyclosportifs
Les différents types sont le cyclisme sur route, le cyclisme sur piste, le cyclocross, le gravel le BMX, le cyclisme handisport et le Cyclisme artistique.
Le vélo tout terrain, également appelée VTT, est la plus récente du cyclisme sportif. Le vélo tout terrain (ou Mountain Bike) a été inventé aux États-Unis en 1970. Il a été importé en France quelques années plus tard. Ce terme désigne également le vélo avec lequel cette discipline est pratiquée : compte tenu de sa polyvalence, ce type de vélo est, avec le VTC, le plus vendu en France actuellement.
Les épreuves cyclosportives (ou cyclosport) sont à mi-chemin entre le cyclotourisme des randonneurs et la compétition cycliste, mais il s'agit d'épreuves de masse proposées à tous les cyclistes : les organisateurs proposent des dossards, un classement et un chronométrage comme dans les marathons de course à pied. En France, plus de 150 sont dénombrées, la plus célèbre et la plus ancienne étant « La Marmotte », créée en 1982 dans les Alpes, qui attire plus de 8 000 participants.

## Santé
La pratique du cyclisme peut avoir des conséquences à long terme sur la santé de ses pratiquants.

### Bénéfices
Les exercices physiques du cyclisme sont liés à l'amélioration de la santé et au bien-être. Elles assurent, selon la plupart des études de santé,, la perte de poids, améliorent l’endurance, diminuent les temps de récupération, permettent d'éviter les maladies cardiovasculaires liées à l'âge et amplifient les voies respiratoires. Tous ces effets sont bons à long terme. Néanmoins, les risques sont prépondérants en cas d'efforts trop fréquents[source insuffisante]. Bien qu'exposé à la pollution automobile, les bénéfices semblent[réf. nécessaire] l'emporter sur les effets de cette pollution, par rapport aux autres modes de déplacements.

### Blessures
La pratique du cyclisme ne se fait pas sans risque de blessure. De telles contre-indications seraient d'abord liées au manque de prévention : vitesse trop élevée pour la route selon son état ou son inclinaison, non-respect du Code de la route (les grillages des feux urbains, le passage d'un Stop ou d'un Cédez-le-passage sans considération, la conduite à gauche ou en zigzag), intolérance des automobilistes. Ensuite, l'état de la chaussée et de la piste cyclable peut également jouer un rôle dans le déséquilibre du cycliste et la chute de celui-ci, si elles sont déplorables. Enfin, des conditions météorologiques, telles que la neige, la grêle ou même la foudre peuvent contribuer à blesser, voire tuer des cyclistes.
Les traumatismes crâniens représentent, selon une étude de 2012, environ une personne sur vingt des tués et blessés graves en agglomération ; la moitié des accidents sont d'ailleurs liés[pas clair] à ce type de traumatisme. Les deux tiers des cyclistes accidentés dont le pronostic vital a été engagé présentaient effectivement un traumatisme crânien. Le cycliste peut également endurer des crampes, des fractures osseuses en cas de chute, un malaise, etc. Des douleurs à plus long terme peuvent également être la cause des blessures ressenties à vélo comme les hernie discale ou une tendinite… La vulve de la cycliste, présente chez une cycliste professionnelle sur cinq environ, est une déformation des grandes lèvres en raison du poids et du frottement des parties génitales contre la selle.
Les auteurs de la précédente étude indiquent qu'en 2010, en France, 59 cyclistes sont décédés et 963 blessés.

#### Ouvrages illustrés
- Collectif (trad. de l'anglais), Le cyclisme en infographie, Paris, L'imprévu, 2016, 128 p. (ISBN 979-10-295-0405-1)